# John Taylor (editor inglés)
John Taylor (31 de julio de 1781 - 5 de julio de 1864) fue un editor, ensayista y escritor inglés. Se le conoce como el editor de los poetas John Keats y John Clare.

## Vida
Nació en East Retford, Nottinghamshire, hijo de James Taylor y Sarah Drury; su padre era impresor y librero. Asistió a la escuela primero en Lincoln Grammar School y luego fue a la escuela primaria local en Retford. Originalmente fue aprendiz de su padre, pero finalmente se mudó a Londres y trabajó para James Lackington en 1803. Taylor se fue poco después debido al bajo salario.

## Taylor y Hessey
Taylor formó una sociedad con James Augustus Hessey (1785–1870), como Taylor & Hessey, en 93 Fleet Street, Londres. En 1819, a través de su primo Edward Drury, un librero en Stamford, conoció a John Clare de Helpston en Northamptonshire. Pulió la gramática y la ortografía de Clare para su publicación. También fue el editor de Keats y publicó obras de Charles Lamb (escritor), Samuel Taylor Coleridge y William Hazlitt.
En 1821, John Taylor participó en la publicación de la London Magazine.

## Taylor y Walton
En años posteriores se convirtió en librero y editor de la entonces nueva Universidad de Londres y, ahora en asociación formal con James Walton, se mudó a Upper Gower Street. Como tal, desarrolló una línea en lo que entonces era el nuevo y en desarrollo campo de los libros de texto académicos estándar.
Después de una larga vida de soltero plagada de enfermedades y depresión, murió en 7 Leonard Place, Kensington, el 5 de julio de 1864 y fue enterrado en el cementerio de Gamston, Bassetlaw, cerca de Retford, donde su La lápida fue pagada por la Universidad de Londres.

## Legado
Después de la muerte de Taylor, muchos de sus manuscritos se pusieron a la venta en Sotheby's, pero los poetas de la Regencia británica estaban pasados de moda y el total sólo se vendió por unas 250 libras esterlinas. En contraste, cuando se vendieron en 1897, los manuscritos de Endymion y Lamia se vendieron por £ 695 y £ 305 respectivamente.

## Publicaciones
Taylor escribió y publicó su propio trabajo, Junius Identified, nombrando al escritor de Cartas de Junius, probablemente correctamente, como Sir Philip Francis. Tuvo dos ediciones, la segunda en 1818.
- Taylor, Juan. La Gran Pirámide: ¿Por qué se construyó y quién la construyó? Longman, Green, Longman y Roberts, 1859 (Londres).
- Taylor, Juan. La batalla de los estandartes. Lo antiguo de cuatro mil años, contra lo moderno de los últimos cincuenta años: el menos perfecto de los dos. Longman, Green, Longman, Roberts & Green, 1864 (Londres).

En La Gran Pirámide (1859), Taylor argumentó que los números pi y la proporción áurea pueden haber sido incorporados deliberadamente en el diseño de la Gran Pirámide de Keops en [ [Guiza]]. Sus teorías en piramidología fueron luego ampliadas por Charles Piazzi Smyth. Su libro de 1864 La batalla de los estándares fue una campaña contra la adopción del sistema métrico en Gran Bretaña, y se basó en los resultados de su libro anterior para mostrar un origen divino de las unidades de medida británicas.
Según Bernard Lightman, estas dos publicaciones están fuertemente vinculadas. Dice: "Taylor y sus discípulos insistieron en que las dimensiones de la pirámide mostraban el origen divino de las unidades de longitud británicas".

## Familia
Su hermano, James Taylor (1788-1863), banquero de Bakewell en Derbyshire, publicó varios artículos sobre bimetalismo.

## Lectura adicional
- Blunden, Edmund. Keats's Publisher: A Memoir Of John Taylor (1781-1864). London, Jonathan Cape, 1936.
- Chilcott, Tim. A Publisher and His Circle: The Life and Work of John Taylor, Keats's Publisher. London and Boston, Routledge & Kegan Paul, 1972.